# Nerf digital plantaire propre du nerf plantaire latéral
Les nerfs digitaux plantaires propres du nerf plantaire latéral sont des nerfs sensitifs du pied.

## Origine
Les nerfs digitaux plantaires propres du nerf plantaire latéral naissent du rameau superficiel du nerf plantaire latéral et du nerf digital plantaire commun du nerf plantaire latéral.

## Zone d'innervation
Le nerf digital plantaire propre qui naît directement du rameau superficiel innerve la face latérale du petit orteil.
Ceux qui naissent du nerf digital plantaire commun innerve les faces adjacentes des quatrième et cinquième orteils.